# Clovia expressa
Clovia expressa är en insektsart som först beskrevs av Walker 1857.  Clovia expressa ingår i släktet Clovia och familjen spottstritar. Inga underarter finns listade i Catalogue of Life.